# Escudo de las Antillas Neerlandesas
La última versión del escudo de armas de las Antillas Neerlandesas se adoptó el 1 de enero de 1986, después de que Aruba, continuando bajo soberanía neerlandesa, se separase administrativamente de este territorio autónomo.
Se mantuvo vigente hasta el 10 de octubre de 2010 fecha en la que se acordó que cada una de las islas pasara a depender de los Países Bajos directamente y por separado bajo un régimen de autonomía.
En el escudo figuraron en un campo de oro con bordura de gules cinco estrellas de cinco puntas cada una de azur, colocadas dos, una y dos. Timbraba una corona real de oro compuesta por un círculo de oro; ocho florones interpolados de perlas, vistos cinco, de los que partían otras tantas diademas sumadas de perlas que convergen en un orbe o mundo de azur con el semimeridiano y ecuador de oro sumado de una cruz del mismo metal. La corona fue la del monarca de los Países Bajos.
En la parte inferior aparecía escrito, en una cinta de oro, el lema de las Antillas Neerlandesas: "Libertate Unanimus" (Unidos por la libertad).
Hasta 1986, en el escudo figuraban seis estrellas desde su creación el 30 de noviembre de 1964. Las estrellas representaron a cada isla que forma el archipiélago.
|  |  |